# Business Region Midsweden
Business Region Midsweden (BRMS), stiliserat som Business Region MidSweden, är ett offentligt initiativ som ägs av Region Jämtland Härjedalen och som bildades 2015. Det har som uppgift att tillsammans med de länets åtta kommuner marknadsföra, främja investeringar och utveckla Jämtland som etableringsort för nya företag och verksamheter. För detta ändamål lanserades 2017 parollen – Jämtland Härjedalen – A Business Region on the Move”. Organisationen arbetar för ökad sysselsättning och hjälper såväl befintliga företag som nyetableringar i deras ambition att växa i Jämtlandsregionen. Business region MidSweden samarbetar i etableringsfunktionen tillsammans med Samling Näringsliv, vilka är näringslivets röst i Jämtland Härjedalen.